# Ле-Ландерон
Ле-Ландерон (фр. Le Landeron) — місто в Швейцарії в кантоні Невшатель.

## Географія
Місто розташоване на відстані близько 32 км на північний захід від Берна, 13 км на північний схід від Невшателя.
Ле-Ландерон має площу 10,3 км², з яких на 15,3 % дозволяється будівництво (житлове та будівництво доріг), 39,8 % використовуються в сільськогосподарських цілях, 43,3 % зайнято лісами, 1,6 % не є продуктивними (річки, льодовики або гори).

## Демографія
2019 року в місті мешкало 4607 осіб (+3,7 % порівняно з 2010 роком), іноземців було 20,1 %. Густота населення становила 448 осіб/км².
За віковим діапазоном населення розподілялося таким чином: 20,9 % — особи молодші 20 років, 56,5 % — особи у віці 20—64 років, 22,6 % — особи у віці 65 років та старші. Було 2114 помешкань (у середньому 2,2 особи в помешканні).
Із загальної кількості 1281 працюючого 66 було зайнятих в первинному секторі, 511 — в обробній промисловості, 704 — в галузі послуг.